# Polizeiruf 110: Einer für alle, alle für Rostock
Einer für alle, alle für Rostock ist ein Fernsehfilm von Matthias Tiefenbacher aus dem Jahr 2017. Es ist die 365. Folge innerhalb der Krimireihe Polizeiruf 110. Das Rostocker Ermittlerduo Kriminalhauptkommissar Alexander Bukow (Charly Hübner) und die LKA-Beamtin Katrin König (Anneke Kim Sarnau) ermittelt in seinem 16. Fall. Die Haupt-Gaststars dieser Folge sind Lana Cooper, Lasse Myhr, Till Wonka sowie Shenja Lacher und Steffen Jürgens.

## Handlung
Ein Fußballfan aus der Rostocker Ultraszene wird ermordet. Die Ermittler Bukow und König – letztere hat psychisch noch mit der versuchten Vergewaltigung aus ihrem letzten Fall zu kämpfen – ermitteln schnell einige einschlägig vorbestrafte Tatverdächtige, deren Hooligan-Gruppe vor Jahren einen Polizisten durch Fußtritte schwer verletzt hatte. Hauptverdächtiger ist zunächst der frisch aus dem Gefängnis entlassene Stefan Momke, der wegen des Angriffs auf den Polizisten einst durch den nunmehr Toten ins Gefängnis gebracht worden war. 
Bukow mischt sich undercover unter die Fußball-Chaoten. Dann jedoch wird auch Momke ermordet aufgefunden; seine Geliebte und mutmaßliche damalige Mittäterin Doreen Timmermann wird von Bukow und König vorübergehend festgenommen. Sie gesteht, dass sie damals den Polizisten mit Momke gemeinsam misshandelt habe, bestreitet aber den Mord an Momke. Bukow kann einen Polizisten anhand eines Einsatzvideos überführen, den Hooligan vor den Lastwagen gestoßen zu haben. Als Mörderin von Momke wird die Lebensgefährtin des damals verletzten Polizisten, der jetzt ein Schwerstpflegefall ist, überführt.

## Dreharbeiten
Der Film wurde vom 7. Juni 2016 bis zum 6. Juli 2016 in Rostock und Hamburg gedreht.

## Rezeption

### Einschaltquote
Die Erstausstrahlung von Einer für alle, alle für Rostock am 28. Mai 2017 wurde in Deutschland von insgesamt 6,58 Millionen Zuschauern gesehen und erreichte einen Marktanteil von 22,2 Prozent für Das Erste.

### Kritik
„Geschrieben wurde der Milieu-Krimi von Wolfgang Stauch, dem es schon häufiger gelungen ist, schwierige Randgruppen als griffige Charaktere auszuformulieren. Diffamierungen sind ihm genauso fremd wie Betroffenheitsgeste. […] Auch den Wutvisagen in der neuen Folge 'Einer für alle, alle für Rostock' legt Autor Stauch memorable Sätze in den Mund.“

„Es ist eine grundsätzliche Frage, ob man die Filme aus den Reihen Tatort und Polizeiruf aufeinander aufbauen lässt, denn wahr ist ja, dass es kaum möglich ist, monatelang Handlungsenden im Kopf zu behalten. […] Dass horizontales Erzählen in den Krimireihen am Sonntag trotzdem seine Berechtigung hat, das weiß man, weil es Bukow und König gibt. Die Annäherung zwischen diesen beiden Rostocker Ermittlern wird mit größtem Mut zur Langsamkeit seit Monaten und Jahren erzählt, sodass man quasi nie etwas googeln muss, nur dieses Mal, weil Katrin König […] im vergangenen Film einen Angreifer brutaler niedergeschlagen hat, als das vielleicht nötig war.“

### Auszeichnung
FairFilm Award 2017: Nominierung für die Fairste Produktion des Jahres 2016